# Bulgari del Banato
I Bulgari del Banato (in lingua bulgara del Banato: palćene o banátsći balgare, in lingua bulgara: банатски българи, traslitterato in banatski bălgari) sono una distinta minoranza bulgara insediata, a partire dal XVIII secolo, nella regione del Banato, territorio appartenuto alla Monarchia asburgica e, dopo la prima guerra mondiale, spartita tra Romania, Serbia e Ungheria. Al contrario delle altre popolazioni bulgare che professano la religione ortodossa, i Bulgari del Banato appartengono tradizionalmente alla religione cattolica.
Fortemente acculturati alla cultura dell'Europa centrale, parlano una variante particolare della lingua bulgara.

## Demografia
A causa della frammentazione della popolazione in diversi stati e a seguito della migrazione verso i territori bulgari, risulta difficile stimare esattamente l'esatto numero di Bulgari del Banato. Il censimento rumeno del 1977 contava 9 267 Bulgari del Banato in territorio romeno, scesi a 6 486 nel 2002. Il censimento serbo del 2002 contava 1658 Bulgari in Voivodina.
I più importanti centri abitati che ospitano minoranze di bulgari del Banato sono Dudeștii Vechi e Vinga, entrambe in Romania, ma significative minoranze in territorio romeno si trovano anche a Denta, Dudeștii Vechi e Timișoara. Al di fuori della Romania, significative sono le minoranze in Serbia nei paesi di Ivanovo, Konak e Jaša Tomić.
A seguito della liberazione della Bulgaria, avvenuta nel 1878, molti Bulgari del Banato sono emigrati verso la Bulgaria in paesi quali Asenovo, Bardarski Geran, Dragomirovo, Gostilya, e Bregare dove i Bulgari del Banato convivono con altre minoranze storiche del Banato, come i tedeschi del Banato.

## Lingua

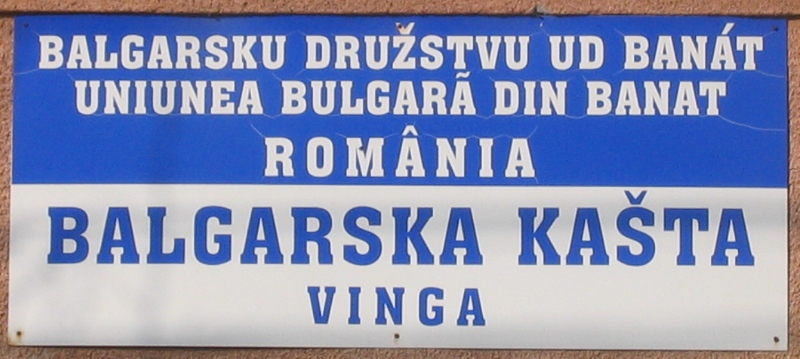
Insegna bilingue, in rumeno ed in Bulgaro del Banato

I bulgari del Banato parlano una particolare variante della lingua bulgara, sviluppatasi con peculiarità proprie a causa sia dell'isolamento della popolazione rispetto agli altri territori di lingua bulgara sia per la vicinanza ed i prestiti provenienti dalle lingue dei territori vicini. Si notano importanti influenze e prestiti dal tedesco, dal serbo-croato e dal romeno.
La lingua è scritta in alfabeto latino, al contrario del bulgaro che utilizza il cirillico.